# Olympus X-720
De Olympus X-720 is een compactcamera met 38-114mm-objectief van Olympus Corporation die in 2008 op de markt kwam. Deze camera van 5,1 megapixel beschikt ook over een panoramafunctie. De X-720 beschikt over een LCD-scherm van 5,1 cm plus 20 scèneprogramma's en 22 MB aan intern geheugen.

## Trivia
- De X-720 is identiek aan de in 2006 uitgekomen FE-130 van Olympus.[1]

## Foto's gemaakt met de Olympus X-720

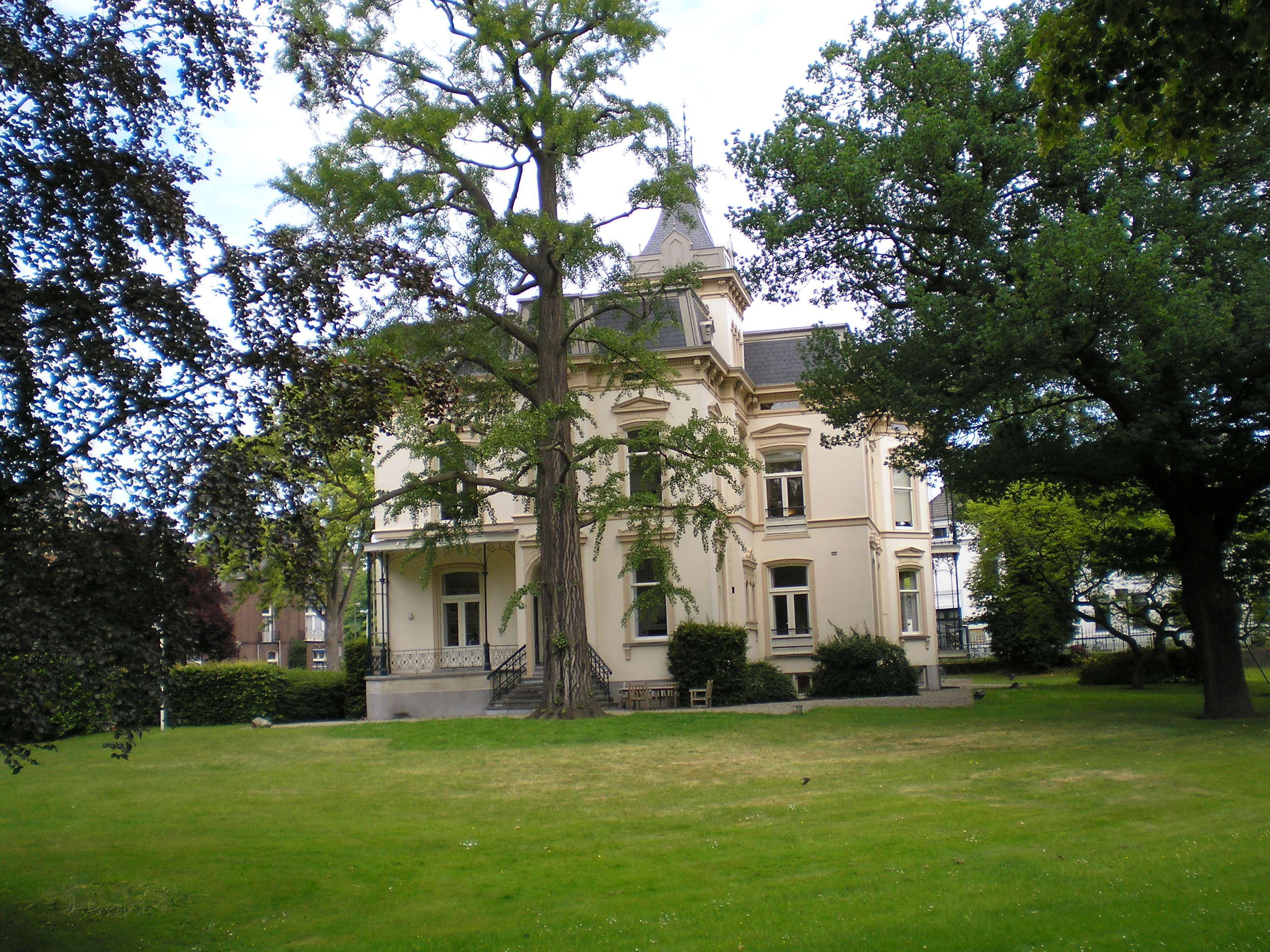
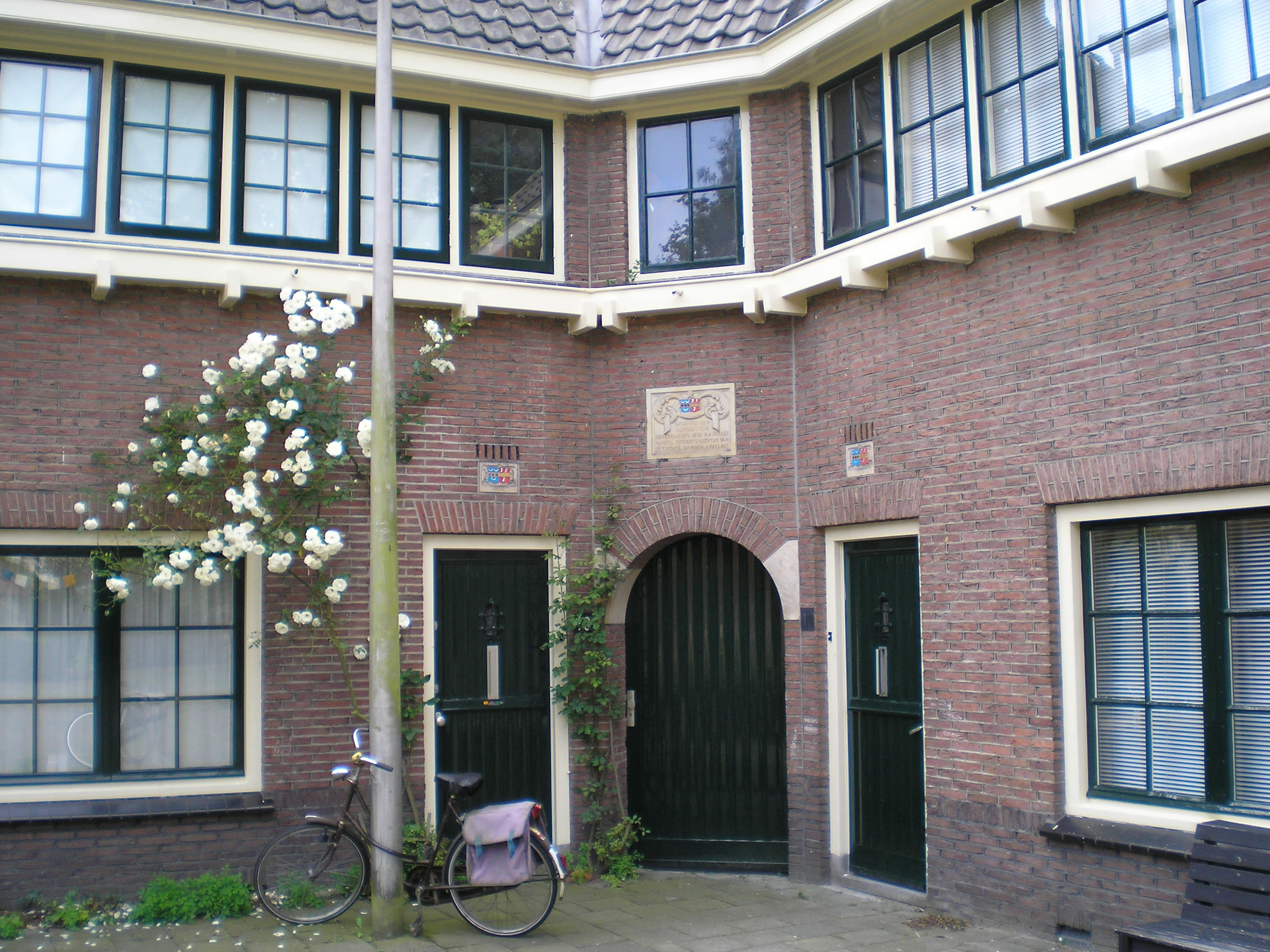
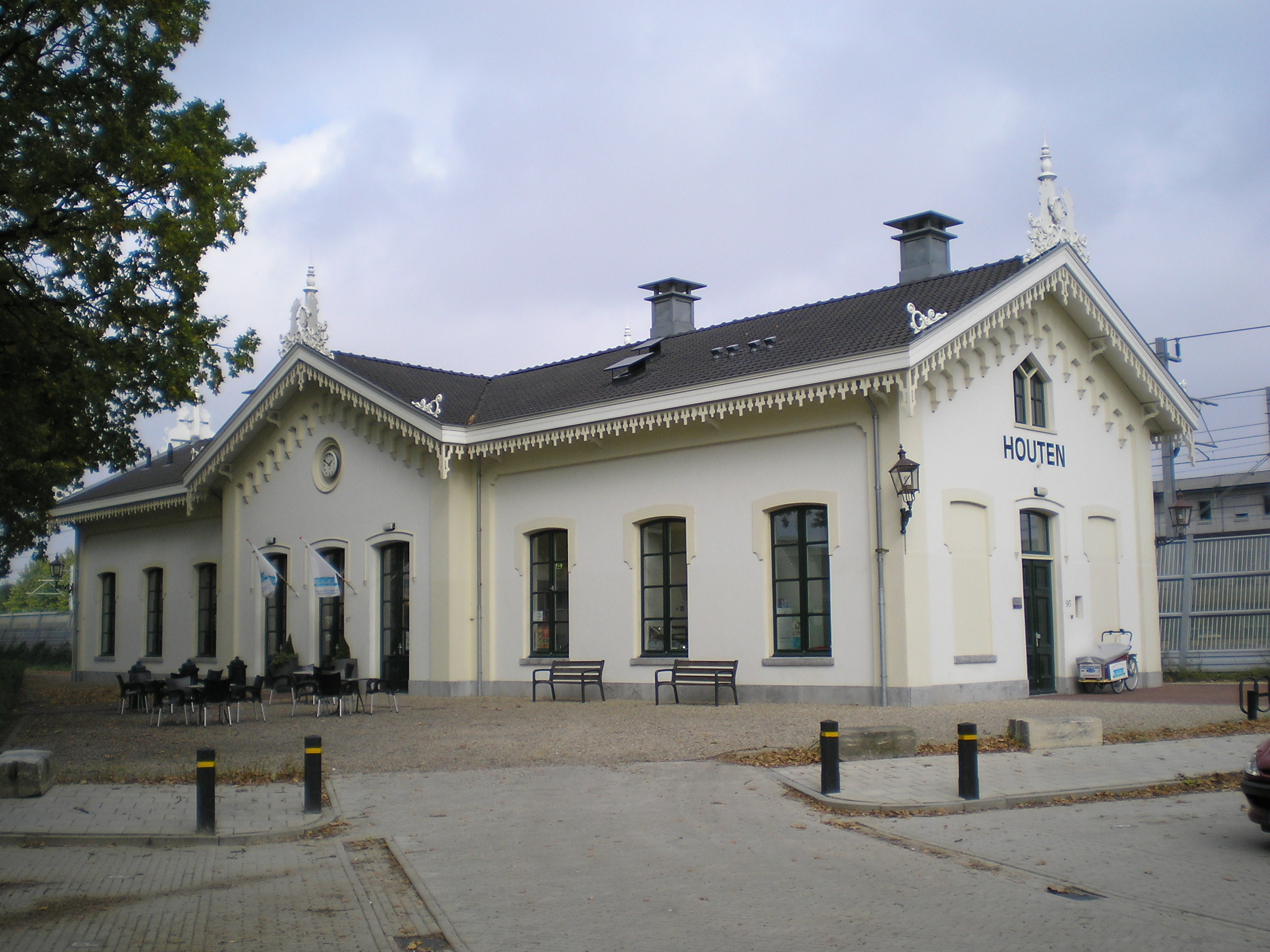